# María do Cebreiro
María do Cebreiro Rábade Villar, nascuda a Santiago de Compostel·la el 1976, és escriptora i teòrica de la literatura.

## Trajectòria
Filla dels escriptors Helena Villar Janeiro i Xesús Rábade Paredes, i germana del pianista Abe Rábade, es llicencià en Filologia Hispànica a la Universitat de Santiago de Compostel·la l'any 1998. El 2002 aconsegueix el Premi d'investigació Dámaso Alonso per l'obra As antoloxías de poesía en Galicia e Cataluña, extreta de la seva tesi doctoral Aproximación teórica ó fenómeno antolóxico desde a perspectiva do espacio (2004), en la que assaja una teoria de les antologies poètiques dins el context literari peninsular, i més específicament dins les societats gallega i catalana contemporànies.
El 1998 es publicà el seu primer llibre de poemes O estadio do espello. El seguiren el 2002 (nós, as inadaptadas) (accèssit del XXI Premi Esquío de Poesia en Llengua Gallega), el 2004 Non queres que o poema te coñeza (guardonat amb el IIn Premi de Poesia Caixanova 2003), el 2005 O barrio das chinesas i el 2006 Os hemisferios.
L'any 2005 publica As terceiras mulleres, assaig escrit al voltant de la nova manera d'entendre la representació de la subjectivitat femenina i la creació artística feta per dones.
Coordinà la selecció a A poesía é o gran milagre do mundo (2001), mostra de poesia gallega contemporània traduïda a l'anglès, i a Damas negras (2002), antologia i traducció al gallec de lletres de cançons cantades per dones.

## Obra

### Poesia
- O estadio do espello (Xerais, 1998)
- (nós, as inadaptadas) (accèssit del XXI Premi Esquío de poesia en llengua gallega; Societat de cultura Valle-Inclán, 2002)
- Non queres que o poema te coñeza (guanyador del IIn Premi de Poesia Caixanova 2003; PEN Clube de Galicia, 2004)
- O barrio das Chinesas (O Correo Galego, 2005)
- Os hemisferios (Galaxia, 2006)
- Cuarto de outono (Sotelo Blanco, 2008)
- Non son de aquí (Xerais, 2008)

### Assaig
- As antoloxías de poesía en Galicia e Cataluña (Universitat de Santiago de Compostel·la, 2004)
- As terceiras mulleres (Galaxia, 2005)

### Antologies coordinades
- A poesía é o grande milagre do mundo / Poetry is the world's great miracle (PEN Clube de Galicia, 2001)
- Damas negras: música e poesía cantada por mulleres (Xerais, 2002)

### Traduccions
- Tres vidas de Gertrude Stein (Galaxia, 2006)